# Viișoara (Botoșani)
Viişoara é uma comuna romena localizada no distrito de Botoşani, na região de Moldávia . A comuna possui uma área de 47.76 km² e sua população era de 2222 habitantes segundo o censo de 2007.